# Paral·lel 47° nord
El paral·lel 47° nord és una línia de latitud que es troba a 47 graus nord de la línia equatorial terrestre. Travessa Europa, Àsia, l'Oceà Pacífic, Amèrica del Nord l'oceà Atlàntic.

## Geografia
En el sistema geodèsic WGS84, al nivell de 47° de latitud nord, un grau de longitud equival a 76,056 km; la longitud total del paral·lel és de 27.380 km, que és aproximadament 68,8% de la de l'equador, del que es troba a 5.207 km i a 4.795 km del pol Nord

## Durada del dia
En aquesta latitud, el sol és visible durant 15 hores i 54 minuts a l'estiu, i 8 hores i 31 minuts en solstici d'hivern.

## Arreu del món
Començant al meridià de Greenwich i dirigint-se cap a l'est, el paral·lel 47º passa per:
| Coordenades                               | País, territori o mar        | Notes |
| ----------------------------------------- | ---------------------------- | --- |
| 47° 0′ N, 0° 0′ E / 47.000°N,0.000°E      | França                       | Passa just al sud de Nantes, Montsoreau i Bourges |
| 47° 0′ N, 6° 38′ E / 47.000°N,6.633°E     | Suïssa                       | Passa just al nord de Berna |
| 47° 0′ N, 9° 53′ E / 47.000°N,9.883°E     | Àustria                      | |
| 47° 0′ N, 10° 23′ E / 47.000°N,10.383°E   | Suïssa                       | Aproximadament a 300 metres de Grübelekopf |
| 47° 0′ N, 10° 23′ E / 47.000°N,10.383°E   | Àustria                      | |
| 47° 0′ N, 11° 27′ E / 47.000°N,11.450°E   | Itàlia                       | Per uns 4 km |
| 47° 0′ N, 11° 31′ E / 47.000°N,11.517°E   | Àustria                      | Per uns 3 km |
| 47° 0′ N, 11° 34′ E / 47.000°N,11.567°E   | Itàlia                       | Per uns 7 km |
| 47° 0′ N, 11° 39′ E / 47.000°N,11.650°E   | Àustria                      | Per uns 14 km |
| 47° 0′ N, 11° 50′ E / 47.000°N,11.833°E   | Itàlia                       | |
| 47° 0′ N, 12° 8′ E / 47.000°N,12.133°E    | Àustria                      | |
| 47° 0′ N, 16° 17′ E / 47.000°N,16.283°E   | Hongria                      | Passa a través del Llac Balaton |
| 47° 0′ N, 21° 42′ E / 47.000°N,21.700°E   | Romania                      | Passa just al sud d'Oradea i Iași |
| 47° 0′ N, 28° 5′ E / 47.000°N,28.083°E    | Moldàvia                     | Passa a través de Chișinău Passa a través de Transnístria |
| 47° 0′ N, 29° 36′ E / 47.000°N,29.600°E   | Ucraïna                      | Óblast d'Odessa Província de Mikolaiv — Passa a través de Mikolaiv Óblast de Kherson — Passa a través de l'embassament de Kakhovka Província de Zaporíjia — Passa just al nord de Melitòpol Óblast de Donetsk — Passa a través de Bilosarayska Spit |
| 47° 0′ N, 37° 27′ E / 47.000°N,37.450°E   | Mar d'Azov                   | Badia de Taganrog |
| 47° 0′ N, 39° 1′ E / 47.000°N,39.017°E    | Rússia                       | |
| 47° 0′ N, 48° 47′ E / 47.000°N,48.783°E   | Kazakhstan                   | Passa a través de l'extrem septentrional de la mar Càspia |
| 47° 0′ N, 82° 56′ E / 47.000°N,82.933°E   | República Popular de la Xina | Xinjiang |
| 47° 0′ N, 83° 53′ E / 47.000°N,83.883°E   | Kazakhstan                   | |
| 47° 0′ N, 84° 19′ E / 47.000°N,84.317°E   | República Popular de la Xina | Xinjiang - Per uns 11 km |
| 47° 0′ N, 84° 27′ E / 47.000°N,84.450°E   | Kazakhstan                   | |
| 47° 0′ N, 85° 10′ E / 47.000°N,85.167°E   | República Popular de la Xina | Xinjiang |
| 47° 0′ N, 90° 44′ E / 47.000°N,90.733°E   | Mongòlia                     | |
| 47° 0′ N, 119° 48′ E / 47.000°N,119.800°E | República Popular de la Xina | Mongòlia Interior Heilongjiang |
| 47° 0′ N, 134° 5′ E / 47.000°N,134.083°E  | Rússia                       | |
| 47° 0′ N, 138° 33′ E / 47.000°N,138.550°E | Mar del Japó                 | |
| 47° 0′ N, 142° 1′ E / 47.000°N,142.017°E  | Rússia                       | Illa de Sakhalín |
| 47° 0′ N, 143° 4′ E / 47.000°N,143.067°E  | Mar d'Okhotsk                | |
| 47° 0′ N, 152° 4′ E / 47.000°N,152.067°E  | Rússia                       | Illa de Simushir, Illes Kurils |
| 47° 0′ N, 152° 10′ E / 47.000°N,152.167°E | Oceà Pacífic                 | |
| 47° 0′ N, 124° 10′ O / 47.000°N,124.167°O | Estats Units                 | Washington Idaho Montana Dakota del Nord Minnesota |
| 47° 0′ N, 91° 41′ O / 47.000°N,91.683°O   | Llac Superior                | |
| 47° 0′ N, 90° 46′ O / 47.000°N,90.767°O   | Estats Units                 | Wisconsin – Illes Apostle |
| 47° 0′ N, 90° 25′ O / 47.000°N,90.417°O   | Llac Superior                | |
| 47° 0′ N, 88° 57′ O / 47.000°N,88.950°O   | Estats Units                 | Michigan – Península de Keweenaw |
| 47° 0′ N, 88° 23′ O / 47.000°N,88.383°O   | Llac Superior                | |
| 47° 0′ N, 84° 47′ O / 47.000°N,84.783°O   | Canadà                       | Ontario Quebec |
| 47° 0′ N, 69° 41′ O / 47.000°N,69.683°O   | Estats Units                 | Maine |
| 47° 0′ N, 67° 47′ O / 47.000°N,67.783°O   | Canadà                       | Nova Brunswick |
| 47° 0′ N, 64° 49′ O / 47.000°N,64.817°O   | Golf de Sant Llorenç         | Estret de Northumberland |
| 47° 0′ N, 64° 4′ O / 47.000°N,64.067°O    | Canadà                       | Illa del Príncep Eduard |
| 47° 0′ N, 64° 0′ O / 47.000°N,64.000°O    | Golf de Sant Llorenç         | |
| 47° 0′ N, 60° 40′ O / 47.000°N,60.667°O   | Canadà                       | Nova Escòcia – Illa de Cap Bretó |
| 47° 0′ N, 60° 25′ O / 47.000°N,60.417°O   | Estret de Cabot              | |
| 47° 0′ N, 59° 28′ O / 47.000°N,59.467°O   | Oceà Atlàntic                | |
| 47° 0′ N, 56° 22′ O / 47.000°N,56.367°O   | Saint-Pierre i Miquelon      | Miquelon |
| 47° 0′ N, 56° 17′ O / 47.000°N,56.283°O   | Oceà Atlàntic                | |
| 47° 0′ N, 55° 59′ O / 47.000°N,55.983°O   | Canadà                       | Terranova i Labrador – Península de Burin, Terranova |
| 47° 0′ N, 55° 12′ O / 47.000°N,55.200°O   | Badia de Placentia           | |
| 47° 0′ N, 54° 10′ O / 47.000°N,54.167°O   | Canadà                       | Terranova i Labrador – Península d'Avalon, Terranova |
| 47° 0′ N, 52° 54′ O / 47.000°N,52.900°O   | Oceà Atlàntic                | |
| 47° 0′ N, 2° 17′ O / 47.000°N,2.283°O     | França                       | Illa de Noirmoutier i el continent |